# Мусалалиев, Арсен-Али Нуридинович
Арсен-Али Нуридинович Мусалалиев (25 мая 1996; Махачкала, Дагестан, Россия) — российский борец вольного стиля. Призёр чемпионатов России. Аварец по национальности.

## Биография
Арсену-Али было девять лет, когда он за компанию с друзьями записался в секцию борьбы в клубе «Бигбен» в Махачкале. А когда ему исполнилось 11 лет, его отец, отвел его в спортшколу им. Гамида Гамидова к тренеру Садрудину Айгубову, под руководством которого Арсен-Али тренируется по сей день. В 2011 году в Хасавюрте он одержал победу на юношеском первенстве Дагестана, в 2012 году снова в Хасавюрте повторил тот же результат, а также был вне конкуренции на первенстве СКФО в Нальчике. Самым же большим достижением Мусалалиева в юношеском возрасте стала бронзовая медаль Первенства страны 2013 года. Значительно лучше Арсен-Али выступал на юниорском ковре, дважды он выигрывал Первенства России в 2015 и в 2016 годах, и если на мировом первенстве 2015 года в Бразилии он занял третье место, то год спустя на этих же соревнованиях во Франции завоевал золотую медаль. В 2017 году отобрался на чемпионат Европы U23, где занял 3 место. Однако в 2018 и 2019 годах он побеждал на этом чемпионате. В 2017 году завоевал бронзовую медаль чемпионата России. В 2019 году также стал бронзовым призёром чемпионата страны. 

## Спортивные результаты
- Чемпионат мира по борьбе среди юниоров 2015 — ;
- Чемпионат Мира по борьбе среди юниоров 2016 — ;
- Чемпионат Европы по борьбе U23 2017 — ;
- Чемпионат России по вольной борьбе 2017 — ;
- Чемпионат Европы по борьбе U23 2018 — ;
- Чемпионат России по вольной борьбе 2018 — 13;
- Чемпионат Европы по борьбе U23 2019 — ;
- Чемпионат России по вольной борьбе 2019 — ;
- Чемпионат России по вольной борьбе 2020 — ;
- Чемпионат России по вольной борьбе 2022 — ;